# Quận Westchester, New York
Quận Westchester (tiếng Anh: County) là một quận trong tiểu bang New York, Hoa Kỳ. Quận lỵ là thành phố Yonkers 6. Theo điều tra dân số năm 2000 của Cục điều tra dân số Hoa Kỳ, quận này có dân số 923.459 người 2.

## Thông tin nhân khẩu
Năm 2000, quận này có 349.445 đơn vị nhà ở với mật độ trung bình là 807 dặm vuông (312/km ²). Cơ cấu chủng tốc của dân cư sinh sống trong quận gồm 71,35% người da trắng, 14,20% người Mỹ gốc Phi, 0,25% người Mỹ bản xứ, 4,48% người châu Á, Thái Bình Dương 0,04%, 6,63% từ các chủng tộc khác, và 3,05% từ hai hoặc nhiều chủng tộc. Hispanic hay Latino thuộc chủng tộc nào được 15,61% dân số. 64,1% là người da trắng có nguồn gốc không phải gốc Tây Ban Nha. 71,7% nói tiếng Anh, tiếng Tây Ban Nha 14,4%, 3,5% tiếng Ý, Bồ Đào Nha và 1,1% 1,1% tiếng Pháp là ngôn ngữ đầu tiên của họ.
Đến năm 2006, dân số có 68,12% người da trắng, 13,91% người Mỹ gốc Phi, 5,58% người châu Á, 0,16% người Mỹ bản xứ và 12,23% của các chủng tộc khác hoặc hỗn hợp. 18,54% dân số gốc Tây Ban Nha là La tinh hoặc chủng tộc nào.
Có 337.142 hộ gia đình trong đó 34,00% có trẻ em dưới 18 tuổi sống chung với họ, 53,90% là các cặp vợ chồng sống với nhau, 12,20% có chủ hộ là nữ không có mặt chồng, và 30,20% là không lập gia đình. 25,70% của tất cả các hộ gia đình đã được tạo thành từ các cá nhân và 10,30% có người sống một mình 65 tuổi trở lên đã được người. Bình quân mỗi hộ là 2,67 và cỡ gia đình trung bình là 3,21.
Độ tuổi dân cư với 25,00% ở độ tuổi dưới 18, 7,20% 18-24, 30,40% 25-44, 23,50% 45-64, và 14,00% 65 tuổi trở lên. Tuổi trung bình là 38 năm. Cứ mỗi 100 nữ có 91,70 nam giới. Cứ mỗi 100 nữ 18 tuổi trở lên, đã có 87,30 nam giới.
Theo số liệu năm 2006 HUD, thu nhập trung bình cho một hộ gia đình của một người trong quận đã được $ 67.555 và thu nhập trung bình cho một gia đình bốn là $ 96,500.
Theo số liệu điều tra dân số, thu nhập trên đầu cho các quận trong năm 1999 là 36.726 USD. Cục phân tích kinh tế danh sách Westchester trong năm 2004 với thu nhập bình quân đầu người của $ 58.952, cao nhất thứ tám ở trong nước. [2] Các báo cáo điều tra dân số Cục rằng 6,40% gia đình và% 8,7 (năm 2003) dân số sống dưới mức nghèo khổ, trong đó có 26,53% những người dưới 18 tuổi và 7,60% có độ tuổi từ 65 trở lên.